# 南昱
南昱（1406年—？），字時芳，浙江溫州府樂清縣人，竈縣。明朝政治人物。進士出身。

## 生平
順天府鄉試第十九名。正統七年（1442年）壬戌科會試第三十三名，殿試登進士第二甲第二十二名。

## 家族
曾祖南子正。祖父南彥武。父亲南繼浩。